# Дружба (Оренбургская область)
Дружба — село в Соль-Илецком районе Оренбургской области России. До 2016 года административный центр Дружбинского сельсовета.

## География
Село располагается на левом берегу реки под названием Разбойка (приток Донгуза), в 30 км к северу от райцентра Соль-Илецка.

## История
Населённый пункт основан немцами-переселенцами как хутор Разбойка в честь одноимённой речки.
В годы Гражданской войны переименован в Дурнеевку в честь некоего казака Дурнеева, убитого за попытку перейти на сторону красных.
В 1962 г. указом Президиума Верховного Совета РСФСР село Дурнеевка переименовано в Дружба.

## Население
| 2010 |
| ---- |
| 710  |